# Sisymbrium turczaninowii
Sisymbrium turczaninowii là một loài thực vật có hoa trong họ Cải. Loài này được Sond. miêu tả khoa học đầu tiên.